# Strömungsbecken

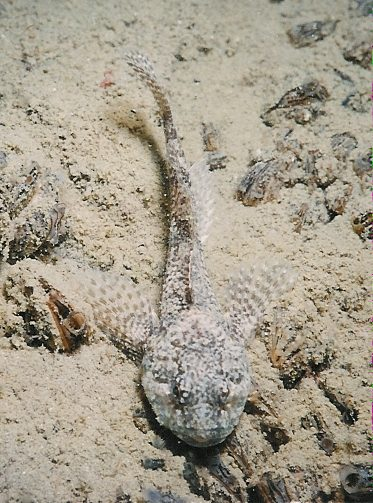
Groppe (Cottus gobio) – sie benötigt ein Strömungsbecken mit niedriger Wassertemperatur

Ein Strömungsbecken ist ein Aquarium, in dem eine sehr hohe Fließgeschwindigkeit des Wassers vorherrscht. Der Begriff wird nur für Süßwasseraquarien verwendet, da Meerwasseraquarien generell starke Strömungsbedingungen aufweisen.
Strömungsbecken dienen der artgerechten Haltung von Lebewesen, insbesondere Fischen, die in der Natur in schnell fließenden Bachläufen oder gar Stromschnellen vorkommen. Zu den Arten zählen beispielsweise die zu den Buntbarschen gehörenden Grundelbuntbarsche, die in den Stromschnellen des unteren Kongos vorkommen. Große öffentliche Schauaquarien zeigen beispielsweise Bachforellen ebenfalls in solchen Becken.
Die Strömung im Becken wird erzeugt, indem eine starke Kreiselpumpe ihre Ausströmungsöffnung auf der einen Seite des Aquariums hat, ihre Einsaugvorrichtung sich jedoch auf der anderen Seite des Aquariums befindet.